# Binga (gemeente)
Binga is een gemeente (commune) in de regio Timboektoe in Mali. De gemeente telt 5100 inwoners (2009).